# Голавль
Гола́вль (лат. Squalius cephalus), также головль, головень — пресноводная рыба из семейства карповых. Достигает в длину 80 см, масса до 8 кг. Массивная голова чуть-чуть приплюснута сверху, лоб широкий, чешуя достаточно крупная. В боковой линии 44—46 чешуи; 8—11 коротких и очень грубых жаберных тычинок. Питается летающими насекомыми, молодью раков, рыб, лягушек.

## Распространение
Широко распространён в Европе и Малой Азии. На северо-востоке Европы ареал голавля ограничен Северной Двиной; в Малой Азии — водами Евфрата. В Кубани, Тереке, Куре и других реках Кавказа обитает близкий вид — кавказский голавль.
В основном обитает в реках, реже в озёрах.

## Размножение
Нерест голавля происходит при температуре воды 12—17 °С преимущественно в южных районах Европы — в апреле, в северных — в мае—июне, недалеко от мест обитания. Плодовитость голавля от 9,7 до 200 тысяч икринок. Половой зрелости достигают в конце 2—3 года жизни, при массе 300-400 г.

## Питание
Голавль относится к всеядным рыбам, очень пластичным в выборе пищи. В частности, в спектре питания голавля Куйбышевского водохранилища присутствуют дрейссена, гаммариды, речные раки, насекомые, молодь рыб, водные растения.

## Места обитания

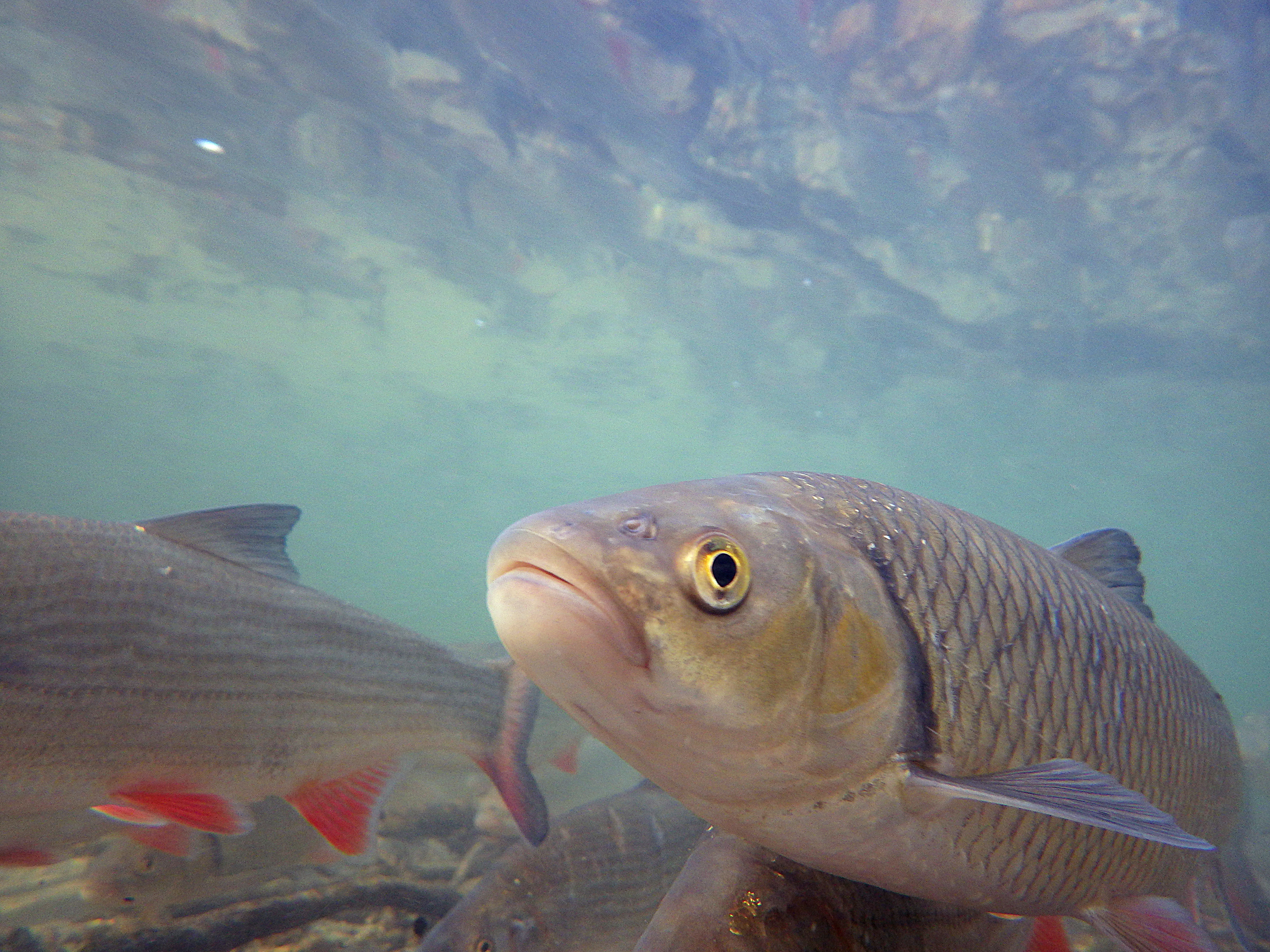
Стайка голавлей

Предпочитает участки с быстрым и умеренным течением. В стоячих водоёмах, в том числе в водохранилищах не встречается, уходя из них в притоки. Любит держаться на отмелях с песчаным, каменистым или просто неровным дном, часто встречается и в омутах на границе быстрого и обратного течений, в устьях быстрых рек. Излюбленными местами голавля являются участки с нависшими кустами и крутоярами, но особенно густой подводный коряжник.

## Рыбалка

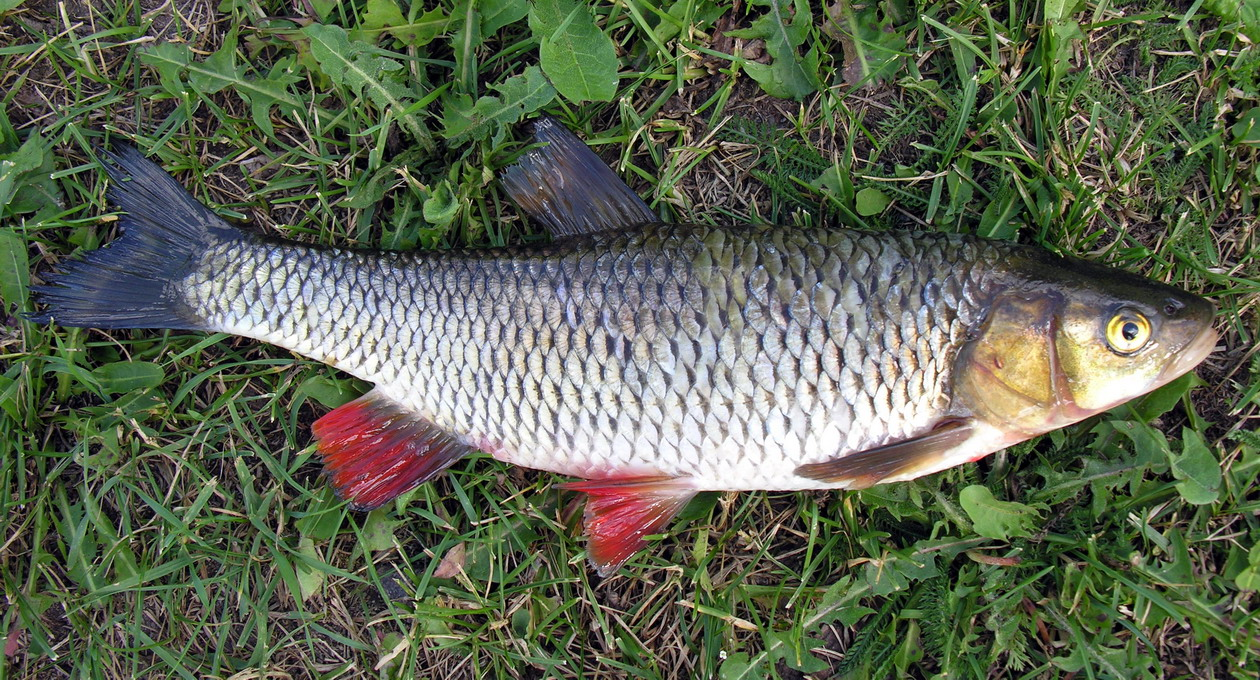
Пойманный голавль

Голавль является объектом любительского и спортивного рыболовства. Ловят голавля поплавочной, проводочной, донной удочками, спиннингом, нахлыстом, а также используется ловля перетягом.
В качестве приманки используются насекомые, такие как кузнечик, майский жук и его личинка. Хорошей наживкой для голавля являются: тесто, черви, мальки-сеголетки, сухие и мокрые мушки, а при ловле спиннингом — небольшие воблеры и вращающиеся блёсны.
Особенно жадно голавль берёт весной, в середине мая и с наступлением осени. Зимой его клёв ослабевает, но в начале и конце ледового сезона наблюдается небольшое повышение активности. Клюёт голавль так резко, что может выбить удилище из рук. Подсеченный голавль сильно сопротивляется в начале вываживания, делает «свечки» и норовит уйти в коряги, где запутывает леску. Первые рывки голавля особенно сильны, но рыба скоро устаёт, даёт подвести себя к берегу и спокойно взять. Пасть у голавля крепкая, если плохо подсечь, рыба часто сходит с крючка..